# Tuyết Lan
Nguyễn Thị Tuyết Lan (sinh ngày 18 tháng 4 năm 1990) là người mẫu người Việt Nam. Cô là Á quân của cuộc thi Vietnam's Next Top Model 2010. Tuyết Lan là một trong số ít người mẫu Việt Nam hoạt động nổi bật ở làng thời trang quốc tế 

## Thành tích
- Vietnam's Next Top Model 2010.
- Asian Model Search 2011.
- Elite Model Look World Final 2011.
- Á quân Vietnam's Next Top Model 2010.
- Quán quân Asian Model Search 2011.[1]

### Giải thưởng
- Babe Of The Year (tạp chí Thể thao Văn hóa Đàn ông trao giải).[2]
- 2013 Tuyết Lan chính thức gia nhập công ty người mẫu thuộc top trên thế giới Wilhelmina Models.
- Giao thừa 2014 tự hào được VTV đọc tên trong danh sách những nhân vật có đóng góp tích cực trong giới thời trang 2013.

## Sự nghiệp

### Trong nước
Tuyết Lan khởi đầu sự nghiệp bằng việc tham gia cuộc thi Người mẫu Việt Nam Vietnam's Next Top Model 2010, ở thời điểm Tuyết Lan dự thi, nhiều người trong giới chuyên môn đánh giá cô là một trong những cô gái có "năng khiếu" làm người mẫu với khuôn mặt đậm chất Á và những biểu cảm cá tính. Tuy nhiên, chính phong độ ổn định của Tuyết Lan đã khiến cô khó chạm vào ngôi vị quán quân bởi theo format chương trình năm đó, người chiến thắng phải là người có tiến bộ rõ rệt qua từng thử thách.
Tuyết Lan cũng đã trở thành gương mặt người mẫu ấn tượng của làng thời trang Việt Nam, xuất hiện liên tục trên hầu khắp các show diễn lớn như Elle Fashion show, F Fashion show, Launching Phong cách Harper's Bazzar... Tuyết Lan cũng là người mẫu đầu tiên 2 lần lên bìa tạp chí thời trang danh giá phiên bản Việt Elle, Cô liên tục nhận được những lời mời lên bìa, chụp ảnh thời trang và hình ảnh của cô được phủ sóng rộng khắp trên các tạp chí uy tín như Elle, Her World, Đẹp, Sành điệu, Heritage, Cosmopolitan...
Sau cuộc thi Vietnam's Next Top Model, Tuyết Lan tiếp tục theo đuổi giấc mơ thành danh ở làng mẫu quốc tế. Cô xây dựng cho mình hướng đi khá bài bản, dần chiếm lĩnh thị trường trong nước và châu Á trước khi chinh phục "đấu trường" quốc tế. Quá trình này đã giúp cô có thêm kinh nghiệm cọ xát trong môi trường chuyên nghiệp.
Tuyết Lan từng thành công tại đấu trường quốc tế khi giành giải nhất tại cuộc thi Asian Model Search 2011 diễn ra vào trung tuần tháng 4/2011 ở Singapore.
Với những thành công đạt được trong thời gian ngắn, Tuyết Lan nhanh chóng được giới chuyên môn đánh giá rất cao về khả năng, cũng như sự nghiêm túc với nghề. Đó cũng là lý do cô tiếp tục được đề cử là đại diện duy nhất của Việt Nam tham dự cuộc thi danh giá nhất về người mẫu trên thế giới -Elite Model Look 2011(tháng 11/2011).
Năm 2012, Tạp chí Thể thao Văn hóa Đàn ông lựa chọn Tuyết Lan để trao giải thưởng Baby of The Years với tiêu chí là gương mặt trẻ có những nỗ lực để đạt thành công vượt bậc.

### Quốc tế
Tháng 10/2011, Tuyết Lan sang Singapore làm việc, bắt đầu thử sức tại thị trường quốc tế 
Tháng 2/2012, Tuyết Lan cùng Hoàng Thị Thùy (quán quân mùa 2) có cơ hội lần đầu tiên sải bước trong show diễn New York Fashion Week của NTK Korto Momoly, Terry Stevens, Michael Alan Stain, Adrian Alicea.... Sự xuất hiện của Tuyết Lan và Hoàng Thùy tại New York từng khiến showbiz Việt nhiễu loạn với nhiều thông tin trái chiều và sự tham gia đấu khẩu của những người có chuyên môn như Hà Anh, Đỗ Mạnh Cường,... Thời điểm ấy, Tuyết Lan bị chê bai chỉ xuất hiện được ở những show diễn bên lề, không danh giá. Trước những nhận định cô không thể tiến xa hơn thị trường châu Á  và chỉ diễn những show bên lề New York Fashion Week  của Hà Anh. Tuyết Lan và Btc Vietnam's Next Top Model đã tổ chức một buổi họp báo, tuy nhiên những câu trả lời của cô không nhận được sự đồng tình từ phía dư luận. Sau đó, cô chọn cách im lặng phấn đấu để chứng tỏ khả năng của mình.
Tháng 7/2012, Tuyết Lan ký hợp đồng với công ty quản lý và đào tạo người mẫu hàng đầu thế giới Wilhelmina Models, đây là bước ngoặt lớn trong sự nghiệp người mẫu quốc tế của cô.
Tháng 2/2013, Tuyết Lan đã diễn 5 show diễn tại tuần lễ thời trang New York (New York Fashion Week 2013). Trong đó, show diễn của NTK Elie Tahari và Park Choon Moo  thuộc Mercedes-Benz Fashion Week, còn lại là Tia Cibani , Wes Gordon và Juan Carlos Obando - 3 NTK nổi tiếng của New York.
Tuyết Lan vinh dự trở thành người mẫu châu Á đầu tiên xuất hiện trên bìa tạp chí Pulp Canada . Cô liên tiếp xuất hiện trên các tạp chí ngoại khác như: Rogue China , Sicky , Superior , Elle ...và các thương hiệu: Thomas Wylde , Nordstrom Rack...
Với những thành công ban đầu của Tuyết Lan trên thị trường quốc tế, cô được xem là người mẫu thành công nhất (cùng với Trang Khiếu và Hoàng Thùy) bước ra từ cuộc thi Vietnam's Next Top Model.
Cô là người Việt Nam đầu tiên trình diễn trên show của Louis Vuitton trong bộ sưu tập Women's Spring-Summer 2021 được tổ chức tại Bảo tàng Khoa học Nghệ thuật ArtScience của Singapore ngày 23/03.

## Tạp chí
Tuyết Lan hiện đang có 46 trang bìa tạp chí trong và ngoài nước. Cô là một trong những người mẫu sở hữu nhiều bìa tạp chí nhiều tại Việt Nam. 
| Năm  | Tạp chí                    | Tháng |        |
| ---- | -------------------------- | ----- | ------ |
| 2010 | ELLE                       | 04    |        |
| 2011 | Phụ nữ thời đại            |       |        |
| 2011 | Đẹp                        | 03    |        |
| 2011 | Thời Trang Trẻ             | 05    |        |
| 2011 | Thể thao văn hóa & Đàn ông | 07    |        |
| 2011 | Her World                  | 09    |        |
| 2011 | Thời Trang Trẻ             | 12    |        |
| 2012 | Thể thao văn hóa & Đàn ông | 01    |        |
| 2012 | ELLE                       | 02    |        |
| 2012 | Fashion Collection Vietnam | 03    |        |
| 2012 | Sành điệu                  | 04    |        |
| 2012 | COSMOPOLITAN               | 05    |        |
| 2012 | Golf & Life                | 06    |        |
| 2012 | F fashion                  | 10    |        |
| 2013 | Mỹ thuật & Đời sống        | 01    |        |
| 2013 | ELLE                       | 04    |        |
| 2013 | PULP                       | 05    | [ 19 ] |
| 2013 | Rouge                      | 06    |        |
| 2013 | ATLAS                      | 12    | [ 20 ] |
| 2013 | FAME                       | 12    |        |
| 2014 | Golf & Life                |       |        |
| 2014 | Her World                  | 01    |        |
| 2014 | Pink Revista               | 03    |        |
| 2014 | COSMOPOLITAN               | 04    |        |
| 2014 | Đẹp                        | 05    |        |
| 2014 | 2!Đẹp                      | 08    |        |
| 2015 | 2!                         | 02    |        |
| 2015 | Her World                  | 05    |        |
| 2015 | L'Officiel                 | 07    |        |
| 2015 | 2!                         | 10    |        |
| 2017 | Tiếp thị & Gia đình        | 04    |        |
| 2017 | Heritage Fashion           | 06-07 |        |
| 2018 | Heritage Fashion           | 10-11 |        |
| 2019 | Style                      | 09    |        |
| 2019 | Haper's Bazaar             | 10    |        |
| 2020 | Đẹp                        | 02    | [ 21 ] |
| 2021 | Đẹp                        | 11-12 |        |

## .Show diễn tiêu biểu
| Năm  | Vị trí     | Bộ sưu tập                          | Show diễn                | Nhà thiết kế    | Ref    |
| 2012 | Vedette    | BST của Valenciani                  | Thời trang và Đam mê     | Adrian Anh Tuấn | [ 22 ] |
| 2012 | First Face | BST của Valenciani                  | Thời trang và Đam mê     | Adrian Anh Tuấn | [ 22 ] |
| 2015 | Vedette    | The last Petal - Cánh hoa cuối cùng | New York Fashion Week    | Lí Quí Khánh    | [ 23 ] |
| 2019 | Vedette    | The First Dress                     | Thời trang thu đông      | RẬP             | [ 24 ] |
| 2019 | Vedette    | Tía Em Má Em                        | Pink Summer Fashion Kids | Ivan Trần       | [ 25 ] |
| 2021 | First Face |                                     | Thời trang xuân hè       | Nguyễn Công Trí | [ 26 ] |